# 괴상한 세계의 창조적 스튜디오
《괴상한 세계의 창조적 스튜디오》는 헤드게임즈가 개발하고 세가가 출시한 1994년 메가 드라이브 게임이다. 마리오 페인트에 대항하기 위해 만들어졌으며, 박스 아트에 소닉 더 헤지호그 (캐릭터)와 마일즈 프라우어, 그리고 에코 더 돌핀을 등장시켰다. 이 게임의 주요 목표는 잠수함, 섬, 달, 성, 묘지, 집 등 6개 세계를 편집하는 것으로 글자, 숫자, 음악 그리고 많은 것을 포함하는 다양한 애니메이션 형태의 스티커들로 변경할 수 있다.
이 게임은 1991년 "아트 얼라이브!"의 개념적 후속작이며, 이 게임의 몇 가지 특성 중 일부를 빌렸다. 게임 잡지들의 평가들은 상반되었는데, 조작감과 음악은 호평을 받았으나 제한적인 시스템과 사용할 수 있는 능력은 악평을 받았다.

## 게임 플레이
괴상한 세계의 창조적 스튜디오는 취학 전 아동과 미성년자를 위한 교육 게임으로, 6개 세계인 지하세계, 섬, 달, 성, 묘지, 고향 등 6개 세계를 배경으로 한다. 플레이어는 우주선을 타고 있는 소닉을 조종하여 시나리오를 고를 수 있다. 이 게임의 주요 목표는 어지럽힌 세계를 재배치함으로써 장소를 되살리는 것이다. 재생하는 동안에는 문자, 숫자, 음악을 틀 수 있는 애니메이션 스티커를 붙일 수 있으며, 플레이어는 그림이나 음악을 바꿀 수도 있다. 위치에 배치할 수 있는 스티커 수는 무제한이다.

## 출시
괴상한 세계의 창조적 스튜디오는 "Art Alive"의 후속작으로 여겨지고 있으며, 이 프로젝트는 닌텐도가 출판한 게임인 마리오 페인트와 경쟁하기 위해 만들어졌다. 이 게임은 교육용 비디오 게임 콘솔인 세가 클럽의 일부로 출시된 첫 번째 게임이었으며 1994년 북미 한정으로 세가 제네시스로 출시되었다.. 카트리지와 함께, 메가 마우스 컨트롤러가 이 콘솔을 위해 특별히 출시되었으며 컴퓨터 마우스 형태를 특징으로 했다. 메가 마우스에는 메가드라이브의 A, B, C, Start의 네 개의 버튼이 포함되며, 이 버튼으로 스티커를 표시할 수 있다. 그러나 게임은 또한 제네시스의 일반적인 컨트롤러와 함께 작동하며 이후 컴퓨터 학습 회사에 의해 마이크로소프트 윈도우와 맥 OS으로 만들어지기도 했다.

## 평가
괴상한 세계의 창조적 스튜디오는 엇갈렸지만 일반적으로 긍정적인 평가를 받았다. 웹사이트 GameRankings는 이 게임을 평균 50%로 평가했다.
파워 소닉 지의 한 비평가는 "괴상한 세계의 창조적 스튜디오"를 어린 아이들을 즐겁게 해줄 수 있는 이상적 게임이라고 말했다. 그들은 또한 세가 마우스 3 컨트롤러를 사용하여 이 게임을 제어하는 것을 좋아했으며 다양한 세계와 음악을 칭찬하고, "진정한 스티커 수집보다 덜 재미있지는 않았지만, 아이들은 자신만의 멋진 세계를 만드는데 즐거운 시간을 보낼 것이다."라고 말했다.

세가-16 지는 이 프로젝트를 10점 만점에 5점만 주었는데, 이 게임이 대부분의 플레이어들을 실망시킬 것이라고 말했다. 그러나, 이것은 "4살에서 6살 사이의 어린이들에게는, 이것은 좋은 놀이가 될 수 있습니다."라고 지적했다. 그는 또한 '톰 앤 얼'의 음악과 사운드 트랙을 선택할 수 있는 동반자라고 말했다. 리뷰어들은 마리오 페인트와 비교해보면, 이 게임의 닌텐도가 이 게임을 하는 데 있어 자유도가 부족하다는 것을 지적하면서"경기 잠재력은 확인되지 않았지만, 실패하고 작업하지 않은 것을 배우는 것이 낫다고 생각합니다."라고 했다.